# Sárgahasú lombgébics
A sárgahasú lombgébics (Vireo philadelphicus) a madarak osztályának verébalakúak (Passeriformes) rendjébe és a lombgébicsfélék (Vireonidae) családja tartozó faj.

## Rendszerezése
A fajt John Cassin amerikai ornitológus írta le 1851-ben, a Vireosylvia nembe Vireosylvia philadelphica néven.

## Előfordulása
Kanada, az Amerikai Egyesült Államok, Mexikó, a Bahama-szigetek, Belize, Bermuda, Bonaire, Sint Eustatius, a Kajmán-szigetek, Kolumbia, Costa Rica, Kuba, Curaçao, Salvador, Guatemala, Honduras,  Nicaragua, Panama, Sint Maarten, Saint-Pierre és Miquelon, Turks- és Caicos-szigetek területén honos. Kóborlásai során eljut Antigua és Barbuda, Aruba, Jamaica, Puerto Rico és az Egyesült Királyság területére is. 
Természetes élőhelyei a szubtrópusi és trópusi síkvidéki és hegyi esőerdők, valamint lombhullató és tűlevelű erdők. Vonuló faj.

## Megjelenése
Testhossza 13 centiméter, testtömege 12–16 gramm.
|  |

## Életmódja
Főleg ízeltlábúakkal táplálkozik.

## Természetvédelmi helyzete
Elterjedési területe rendkívül nagy, egyedszáma pedig növekszik. A Természetvédelmi Világszövetség Vörös listáján nem fenyegetett fajként szerepel.